# Ryan Newman (autocoureur)

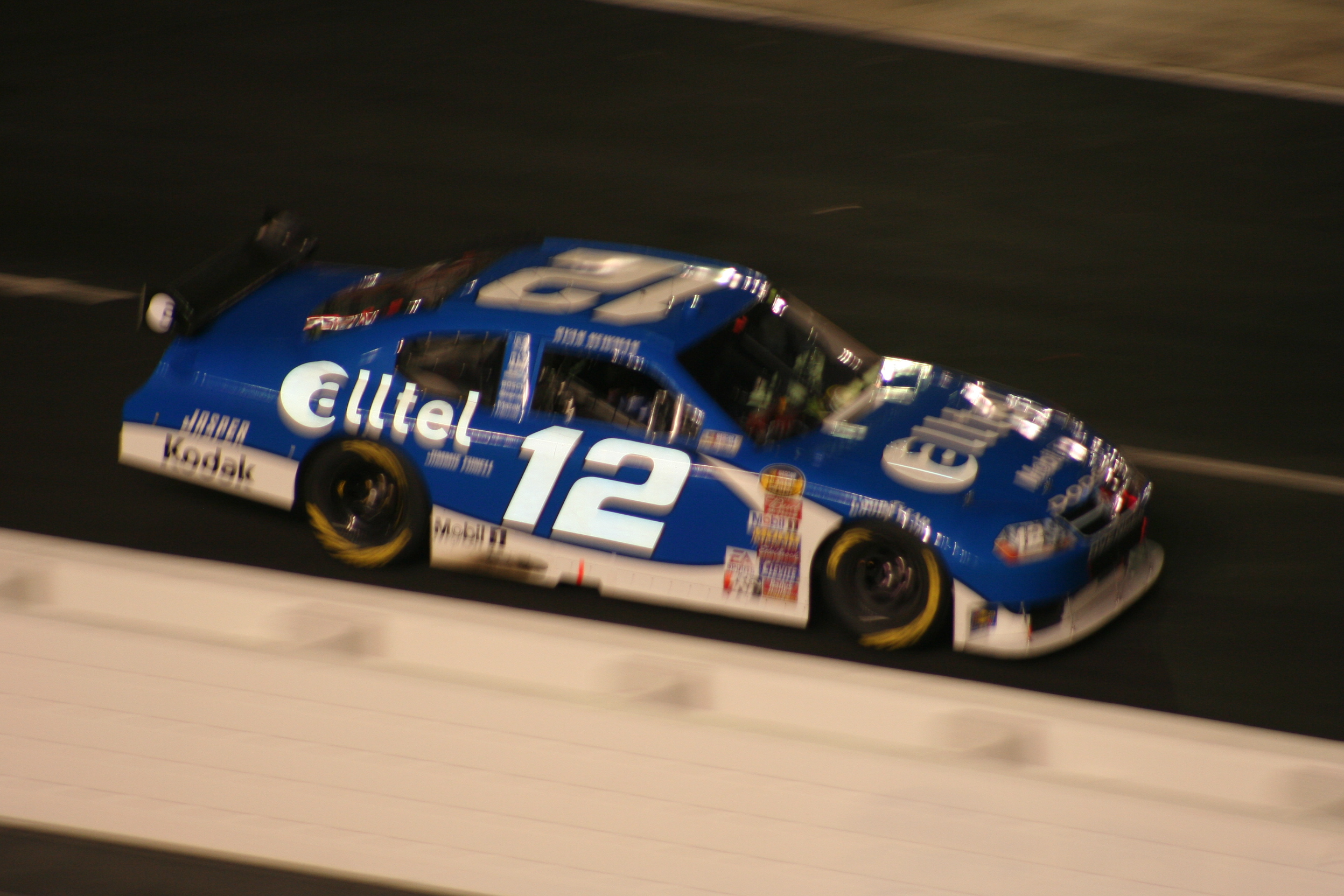
Newman op de Bristol Motor Speedway in 2007.

Ryan Joseph Newman (South Bend (Indiana), 8 december 1977) is een Amerikaans autocoureur, die actief is in de NASCAR Cup Series.

## Carrière
Newman startte zijn carrière in de NASCAR Winston Cup, de huidige Sprint Cup in 2000. Vanaf 2002 reed hij fulltime in deze raceklasse voor Penske Racing, won dat jaar de New Hampshire 300, eindigde op de zesde plaats in de eindstand van het kampioenschap en won de trofee rookie of the year. Een jaar later won hij acht races en vertrok elf keer vanaf poleposition, maar finishte opnieuw slechts op de zesde plaats in de eindstand, ondanks dat hij de meeste overwinningen achter zijn naam had. In 2008 won hij zijn tot dan toe dertiende carrière-overwinning, toen hij zegevierde in de prestigieuze Daytona 500. In 2009 maakte hij de overstap naar Stewart Haas Racing, maar won hij geen races en finishte op de negende plaats in de stand. In 2010 was hij voor het tweede jaar aan de slag voor het team van Tony Stewart.
Newman debuteerde in 2001 in de Busch Series, de huidige Nationwide Series en won dat jaar op de Michigan International Speedway. In 2005 nam hij aan negen van de 35 races deel, waarvan hij er zes won. In 2008 maakte hij zijn debuut in de Camping World Truck Series en won dat jaar op de Atlanta Motor Speedway, waardoor hij overwinningen behaalde in de drie NASCAR raceklasses.